# Eleoúsa (Árta)
Eleoúsa, en grec moderne : Ελεούσα, est un village du dème d'Árta, district régional d'Árta, en Épire, Grèce.
Selon le recensement de 2011, la population du village compte 1 093 habitants.